# Ex Drummer
Ex Drummer (укр. Колишній ударник) — бельгійська драматична чорна комедія 2007 року режисера Коена Мортьє. Фільм базований на однойменній книжці Германа Брюссельманса.

## Сюжет
В Остенде троє неповноцінних музикантів шукають ударника для свого рок-гурту, до якого мають входити виключно люди з вадами (вокаліст — шепелявий ґвалтівник-жінконенависник, басист — гомосексуал з паралізованою рукою, гітарист — глухуватий наркоман). Вони хочуть виступити лише один раз, на музичному змаганні, з переспівом пісні «Mongoloid» гурту Devo. Трійка пропонує долучитися до них письменникові й колишньому ударникові Дрізу, за умови, що він теж має якусь ваду. Той погоджується, стверджуючи, ніби не вміє грати на барабанах.
Для Дріза це можливість назбирати ідеї для нового роману. Учасники вирішують назвати гурт «Феміністами» (The Feminists), бо на їхню думку четвірка неповноцінних музикантів так само нікчемна, як група феміністок. Одним із супротивників на змаганні є гурт «Harry Mulisch» (Гаррі Муліш), який очолює давній знайомий Дріза, письменник на прізвисько Великий член (Dikke Lul).
Поступово Дріз стає все одержимішим своїм романом, він починає маніпулювати учасниками гурту і шукати їхні слабкі місця.

## У головних ролях
- Dries Vanhegen: Дріз
- Norman Baert: Коен де Гейтер
- Sam Louwyck: Іван ван Дорп
- Gunter Lamoot: Ян Вербек
- Tristan Versteven: Доріан
- Dolores Bouckaert: Ліо
- Barbara Callewaert: Кристін
- François Beukelaers: тато Вербека
- Bernadette Damman: мати Вербека
- Jan Hammenecker: Великий член

## Музичний супровід
Музику «Феміністів» насправді виконував бельгійський гурт Millionaire.
1. Lightning Bolt — «2 Morro Morro Land»
2. Madensuyu — «Papa Bear»
3. An Pierlé & White Velvet — «Need You Now»
4. The Tritones — «Chagrin De La Mer»
5. Mogwai — «Hunted by a Freak»
6. The Experimental Tropic Blues Band — «Mexico Dream Blues»
7. Flip Kowlier — «De Grotste Lul Van't Stad»
8. Millionaire — «Mongoloid»
9. Isis — «In Fiction»
10. Isis — «Grinning Mouths»
11. Arno — «Een Boeket Met Pissebloemen»
12. Augusta National Golf Club — «People in Pairs»
13. Mel Dune — «Time Hangs Heavy on Your Hands»
14. Ghinzu — «Blow»
15. Funeral Dress — «Hello from the Underground»
16. Millionaire — «Deep Fish»
17. Blutch — «Moving Ground»[4]

## Створення
Сцени сексу виконувались порно-акторами.

## Відгуки
Фільм отримав різні оцінки, від дуже позитивних до дуже негативних. У Бельгії викликав суперечки з приводу сцен насилля і сексу.

## Нагороди
- Fant-Asia Film Festival
  - приз журі за найкращий дебют (Кун Мортір)
- Raindance Film Festival
  - приз журі за найкращий дебют (Кун Мортір)
- Warsaw International Film Festival
  - спеціальний приз журі (Кун Мортір)
- Rotterdam International Film Festival
  - номінований на Tiger Award (Кун Мортір)